# Zachobiella marmorata
Zachobiella marmorata is een insect uit de familie van de bruine gaasvliegen (Hemerobiidae), die tot de orde netvleugeligen (Neuroptera) behoort. 
Zachobiella marmorata is voor het eerst wetenschappelijk beschreven door Navás in 1926.